# David Taylor (walijski piłkarz)
David Taylor (ur. 25 sierpnia 1965) – walijski piłkarz.

## Kariera piłkarska
Pierwszym klubem Taylora w karierze piłkarskiej było Conwy United, w których występował w sezonie 1992/93. W 1993 przeniósł się do Porthmadog. Jako zawodnik tej drużyny został w sezonie 1993/94 królem strzelców walijskiej ekstraklasy z dorobkiem 43 bramek. Wynik ten umożliwił mu zdobycie Złotego Buta za największą liczbę strzelonych goli w ligach europejskich w sezonie 1993/94.
Sezon 1994/95 rozpoczął w Porthmadog, jednak w trakcie rozgrywek zagrał 19 spotkań (11 strzelonych bramek) w Inter Cardiff, a następnie powrócił na krótko do Conwy United. Kolejne dwa sezony spędził w Newtown i Holywell Town. Dla Newtown zagrał łącznie w 35 spotkaniach, w których pięciokrotnie pokonywał bramkarzy rywali. Natomiast jako piłkarz Holywell Town 31 razy wybiegał na walijskie boiska, 18 razy znajdując drogę do bramki przeciwników.
Kolejne sezony spędził w Welshpool Town i Flexsys Cefn Druids. Karierę piłkarską zakończył w 2001 w klubie Oswestry Town. W 2007 powrócił do gry w piłkę w klubie Caersws, w którym przez 3 sezony zagrał łącznie w trzech spotkaniach, strzelając jedną bramkę. W zespole pełnił funkcję asystenta pierwszego trenera. W 2009 definitywnie zakończył karierę piłkarską.
| Sezon     | Klub                | Kraj  | Rozgrywki             | Mecze | Bramki |
| --------- | ------------------- | ----- | --------------------- | ----- | ------ |
| 1992/93   | Conwy United        | Walia | League of Wales       | 17    | 8      |
| 1992/93   | Porthmadog          | Walia | League of Wales       | 17    | 15     |
| 1993/94   | Porthmadog          | Walia | League of Wales       | 38    | 43     |
| 1994/95   | Porthmadog          | Walia | League of Wales       | 4     | 0      |
| 1994/95   | Inter Cardiff       | Walia | League of Wales       | 19    | 11     |
| 1994/95   | Conwy United        | Walia | League of Wales       | 12    | 3      |
| 1995/96   | Newtown             | Walia | League of Wales       | 16    | 3      |
| 1995/96   | Holywell Town       | Walia | League of Wales       | 10    | 5      |
| 1996/97   | Newtown             | Walia | League of Wales       | 15    | 2      |
| 1996/97   | Holywell Town       | Walia | League of Wales       | 21    | 13     |
| 1997/98   | Welshpool Town      | Walia | League of Wales       | 38    | 14     |
| 1999/2000 | Flexsys Cefn Druids | Walia | League of Wales       | 5     | 0      |
| 2000/01   | Oswestry Town       | Walia | League of Wales       | 7     | 0      |
| 2007/08   | Caersws             | Walia | Welsch Premier League | 1     | 0      |
| 2008/09   | Caersws             | Walia | Welsch Premier League | 1     | 1      |
| 2009/10   | Caersws             | Walia | Welsch Premier League | 1     | 0      |

## Sukcesy
Porthmadog F.C.
- Król strzelców League of Wales (1): 1993/94 (43 bramki)
- Laureat Europejskiego Złotego Buta (1): 1993/94